# クマリ

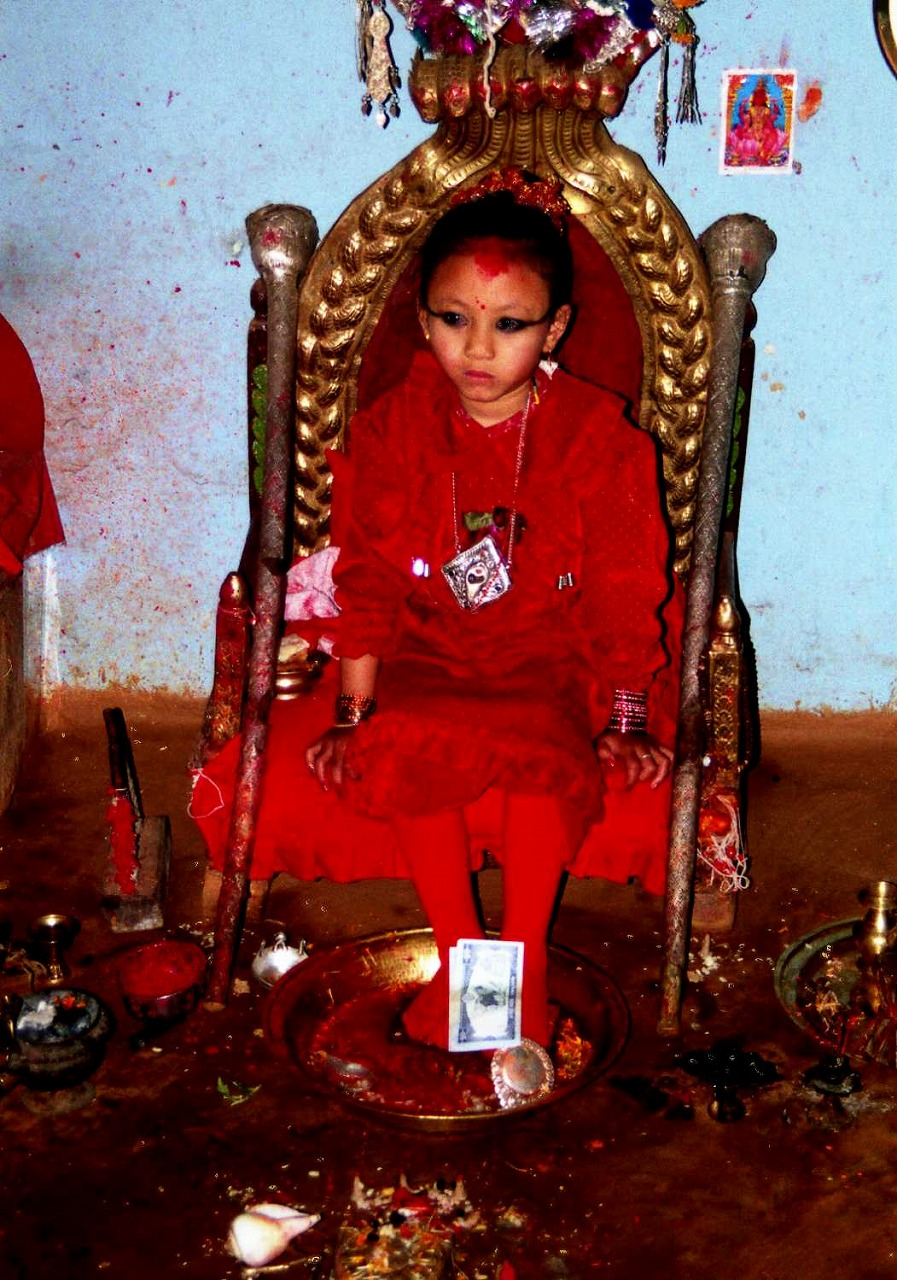
ローカル・クマリの一人

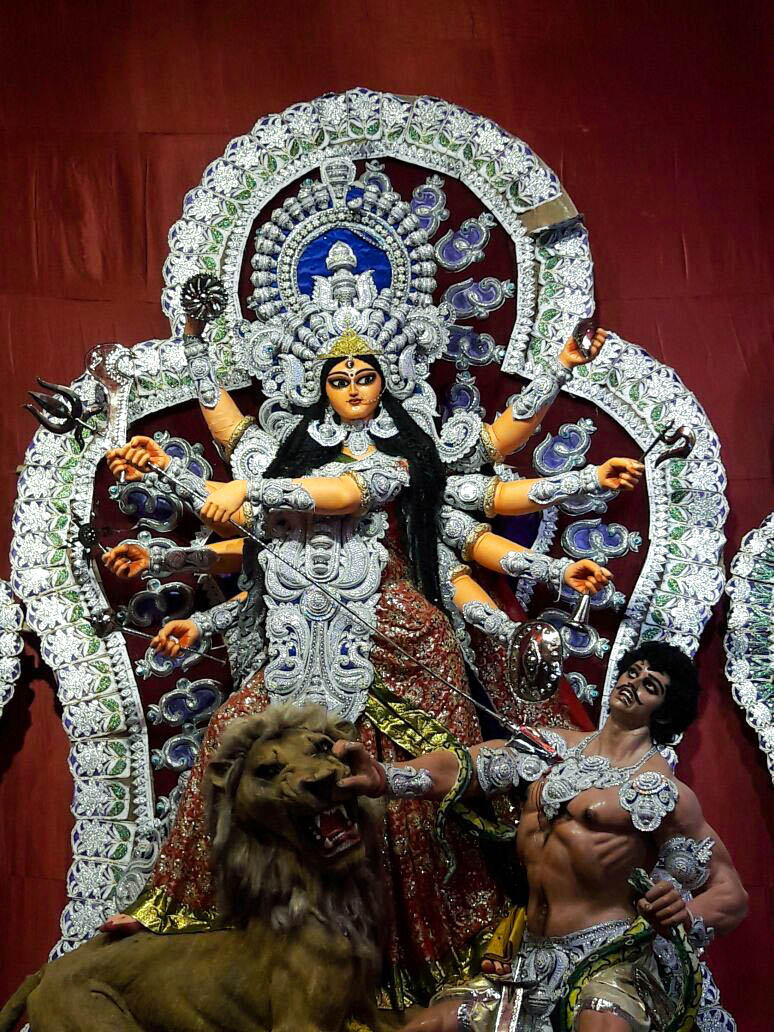
ドゥルガー

クマリ（Kumari、Kumari Devi）は、ネパールに住む生きた女神である。サンスクリット語で「少女」「処女」を意味する。密教女神ヴァジラ・デーヴィー、ヒンドゥー教の女神ドゥルガーが宿り、ネパール王国の守護神である女神タレージュやアルナプルナの生まれ変わりとされており、国内から選ばれた満月生まれの仏教徒の少女が初潮を迎えるまでクマリとして役割を果たす。中には初潮が来ず、50歳を過ぎてもクマリを務めているケースもある。
首都カトマンドゥのクマリの館に住む、かつては国王もひれ伏したロイヤル・クマリが最も有名であり、国の運命を占う予言者でもある。クマリという場合、概ねロイヤル・クマリを表す。ネパール国内各地の村や町にも多数存在するクマリはローカル・クマリと呼ばれている。
先先代のロイヤル・クマリは2001年7月10日に当時4歳で選ばれたPreeti Shakya、先代のロイヤル・クマリは2008年10月7日に当時3歳で選ばれたMatina Shakyaであった。2017年9月29日にTrishna Shakyaが3歳で新しいロイヤル・クマリに選ばれた。
9月に行われるインドラ・ジャートラーの大祭ではクマリが主役となり、王がクマリの元を訪ね跪き祝福のティラカ（Tilaka）を受ける。
顔は額から鼻筋にかけて赤い化粧が施されている。

## クマリの選ばれ方

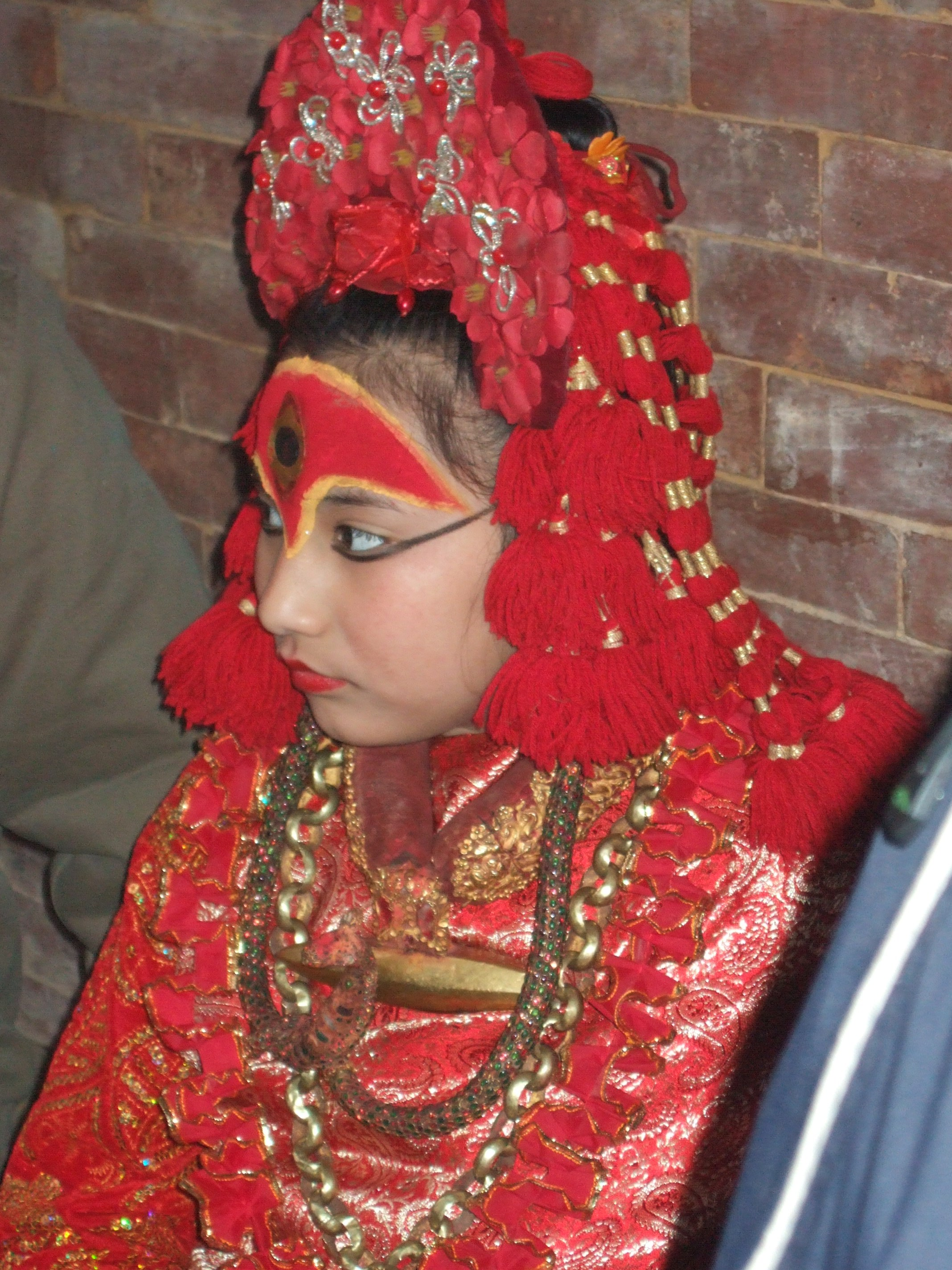
クマリ・デーヴィー（カトマンズ、2007年）

クマリは初潮前の幼い少女から選ばれ、その中から多くの条件が課される。これはチベット仏教の活仏であるダライ・ラマやカルマパらが選定されるプロセスに似ている。はっきりとした実態は不明だが、クマリはネパールの主な地域などでそれぞれ選ばれ、会わせて約10人ほどいるのではないかとみられている（2024年現在）。
家柄は重要であり、ネワール族の仏教徒の僧侶・金細工師カーストのサキャ（Shakya、釈迦の意）の生まれでなければならない。
以下は32もある条件の一部である。
- 健康である
- 全ての歯が欠けていない
- 菩提樹のような身体
- 子牛のような睫毛
- 獅子のような胸
- 鹿のような脚
- アヒルのように柔らかく透き通った声
- 黒い髪と目

また、身体的には怪我の跡や不自由な箇所がないことも条件であり、動物の頭部が並べられた暗い部屋に閉じ込められて耐えることも必要とされる。
国や国王との占星術における相性が良く、これら全ての条件をクリアした少女がクマリとなる。

## クマリの役割

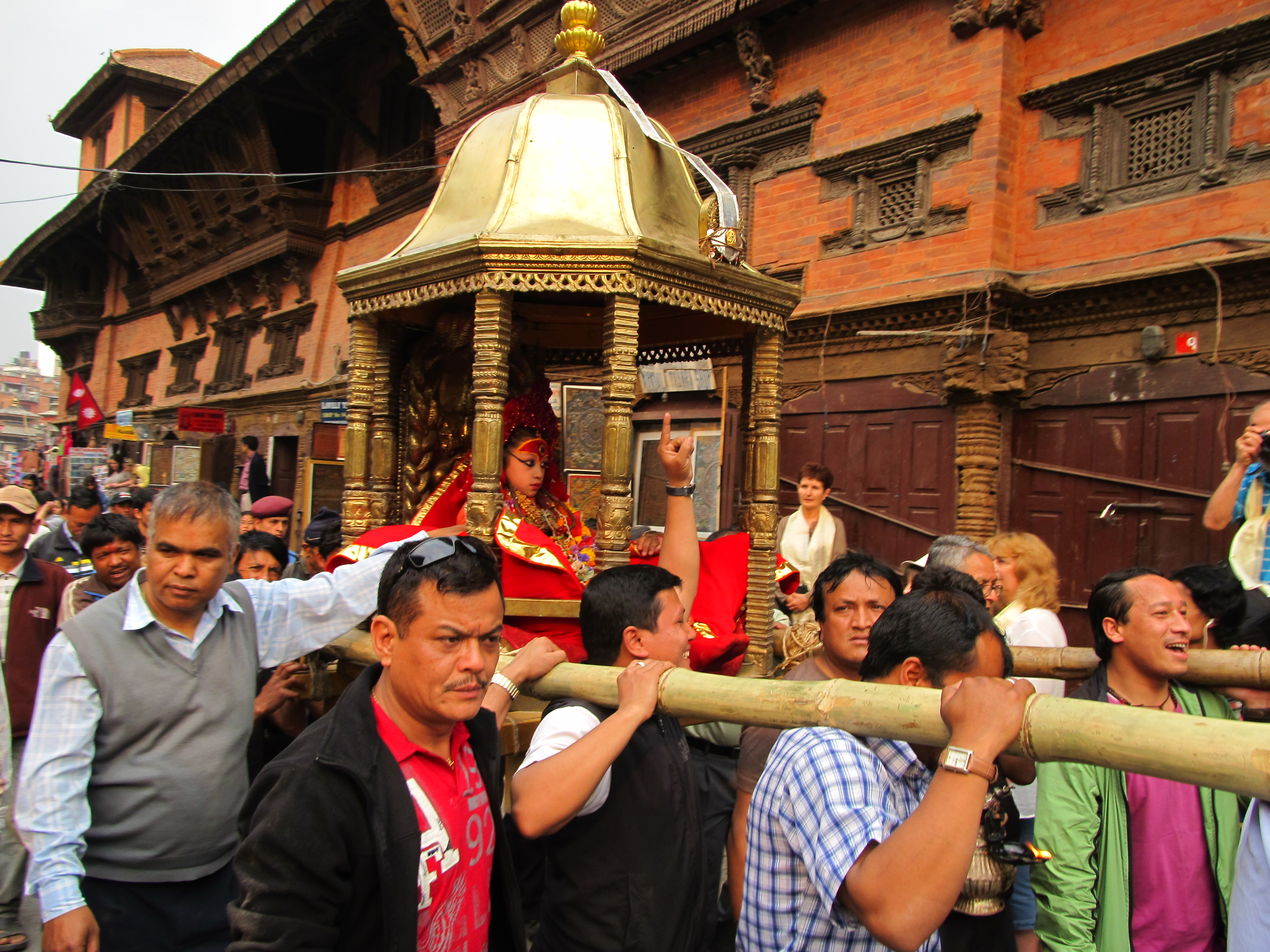
クマリの館を出るクマリ

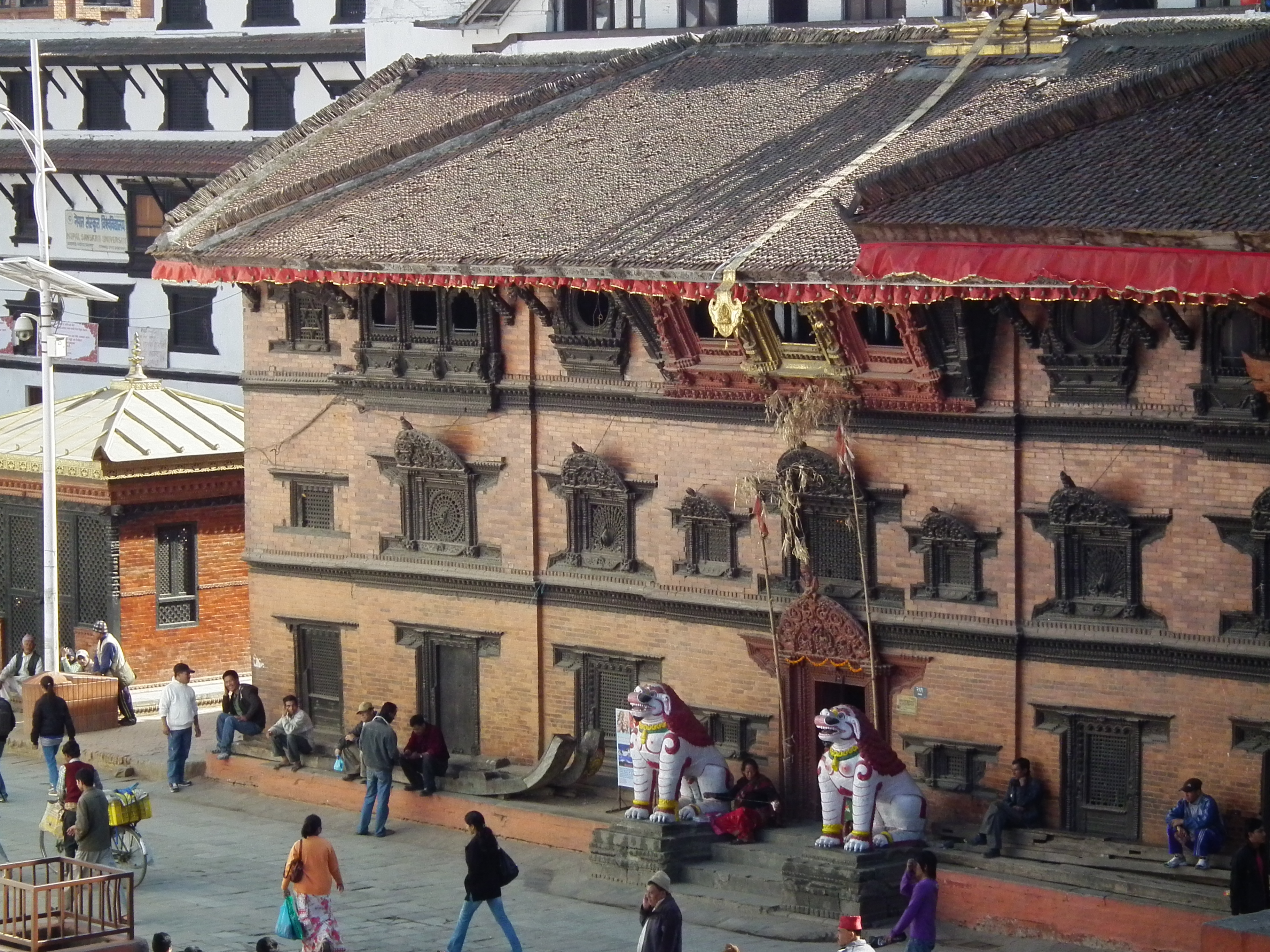
クマリの館

クマリは絶大な力を持ち、幸運をもたらすとされており、多くの人々からの信仰を集める。日常では、人々の病気の治療、願望を叶える祈願をする。クマリを讃えるインドラ・ジャートラーの祭りでは、山車に乗りカトマンドゥの町を巡り、人々の繁栄と成功の力を与える。
予言者としては、役人や政府の元を訪れて供物を受け取り、様々な予言を行う。
クマリの行動とその意味は以下のようなものである。
- わめいたり大声で笑ったりする：深刻な病や死
- 泣いたり目をこすったりする：差し迫った死
- 身震いをする：投獄
- 手を叩く：国王の恐れ
- 供物をつまむ：財務損失

もし、クマリが静かな状態であれば、依頼者に安心をもたらす。

## クマリの館
首都カトマンドゥのダルバール広場のいっかくにクマリの住まいであるクマリの館（Kumari Bahal）があり、侍従達に囲まれて暮らす。特別な儀式以外には外出はせず、クマリの館の中で生活をする。学校に行く事も不可能なために勉強は館の中で行い、友人と遊ぶこともある。観光客などは、受付で拝観料を支払うことで、中庭や窓から顔を出すクマリを数秒間拝顔できる。

## クマリの退任とその後
役割を数年間から１０年前後務めた後、クマリは退任する。退任の契機となるのは初潮や乳歯の生え替わりなどの出血であることが多く、クマリとしての神聖さや霊力を失ったと判断される。新任のクマリを迎えて退位の儀式を終えた後、クマリだった少女は実家に帰ることが許され、普通の少女として生活することになる。退任したクマリには毎月7,500ネパール・ルピーの恩給が支払われる。
クマリの持っていた神秘性と関連して、「元クマリの女性は幸せになれない」あるいは「元クマリの少女と結ばれた男性は早世しやすい」といった俗説がネパールでは長い間信じられていた。1991年までの7年間ロイヤル・クマリを務めたラシュミラ・シャキャは自伝"from goddess to mortal"において、元クマリのそのような神秘性を否定している。
2002年にNHKの番組『アジア人間街道』で、クマリのその後の人生を追跡したドキュメンタリー番組が制作された（ラシュミラ氏の例）。
2018年にNHKの番組『少女が神になるとき』で2017年の新旧クマリ交代を交え、クマリ信仰とネパールの人々の現在を紹介するドキュメンタリー番組が放送された。

## 解任されたクマリ
2007年3月にカトマンドゥ郊外のローカル・クマリが無断で渡米したことで、クマリの座を解任された。

## 人権問題
社会から断絶されたクマリの状況は幼児虐待や軟禁状態にあたると人権擁護団体から非難の声もあがっている。2006年、ネパールの最高裁判所は、クマリの伝統が人権侵害にあたるか政府に対し調査を命じた。2008年8月18日、最高裁がクマリの人権について判決を出した。判決は「クマリが、子供の権利条約の保障する子供の権利を否定されるべき根拠は，歴史的文書にも宗教的文書にもない」とし、クマリには教育、行動、食事の自由などが認められるべきであるとした。
ネパールの王制は2008年に終わって、連邦共和制国家へ移行した。王制崩壊前後に政局を主導したネパール共産党毛沢東主義派はクマリの廃止をかつて主張していたが、現在はクマリの存続を容認している。代々クマリの侍従を務める世話役は『朝日新聞』の取材に対して、クマリは実際に人々の信仰を集めているから伝統が続いているとしつつ、時代に合わせて変化するのは当然で、引退後も考えてクマリに接している旨を説明している。

## ギャラリー

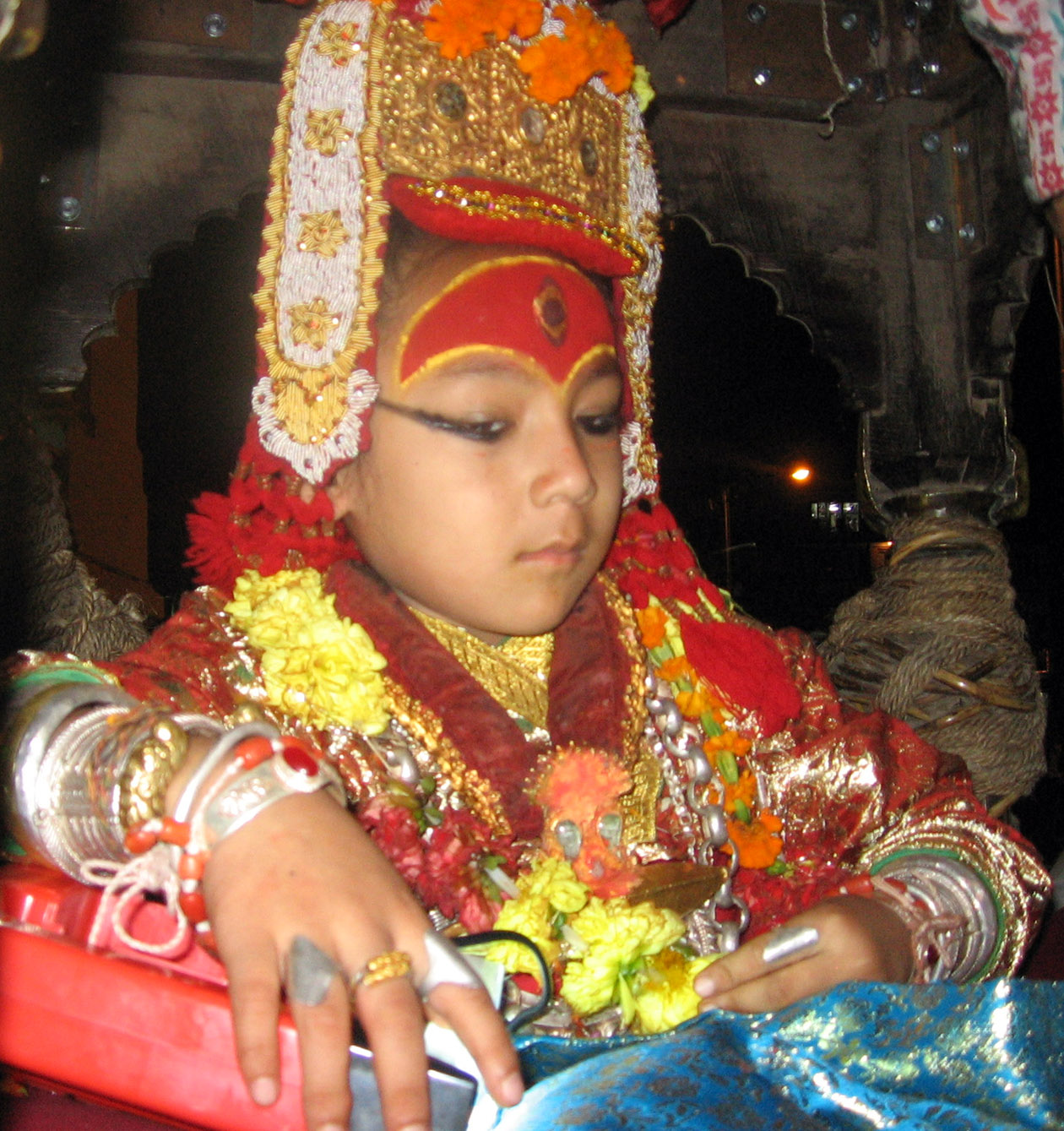
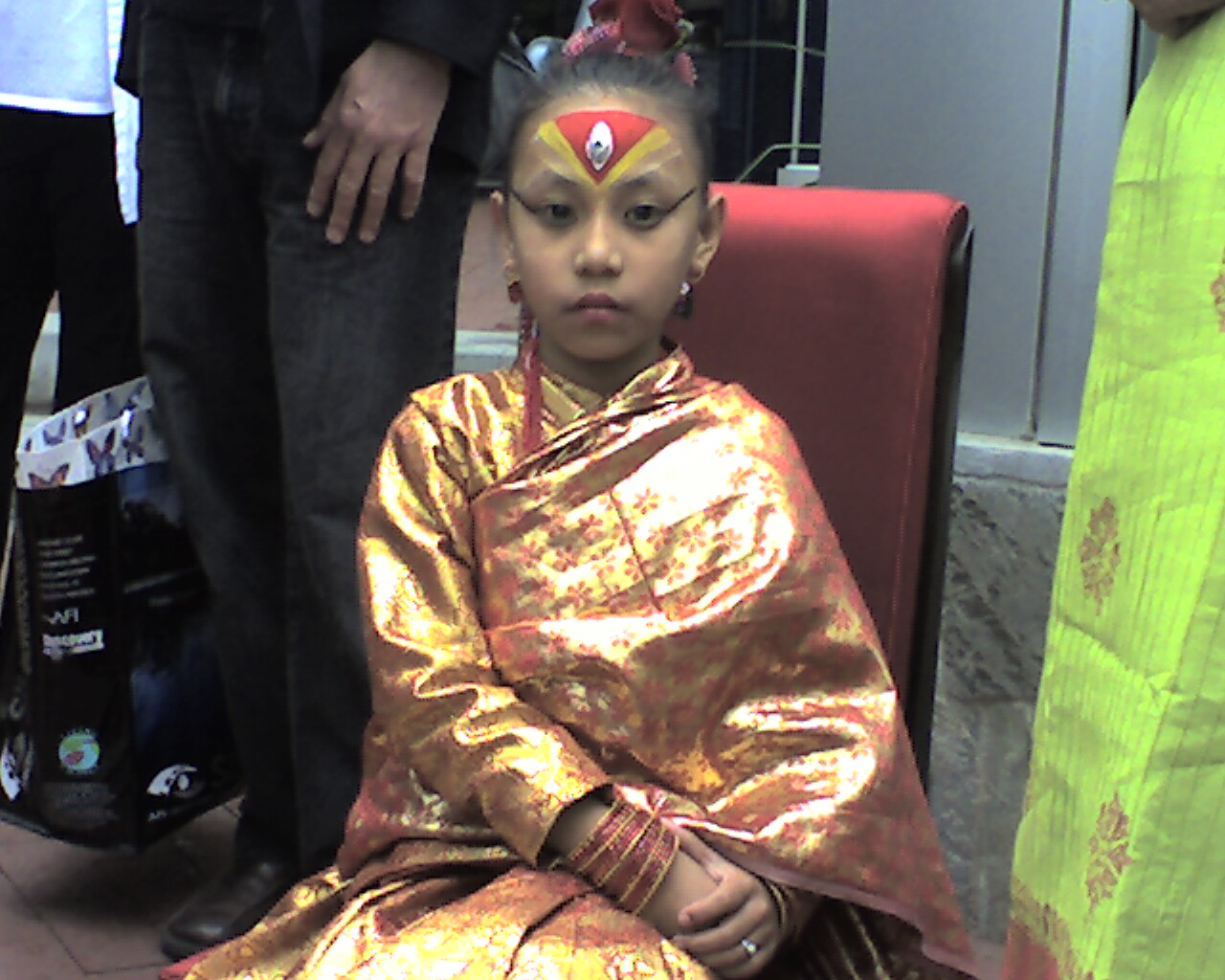
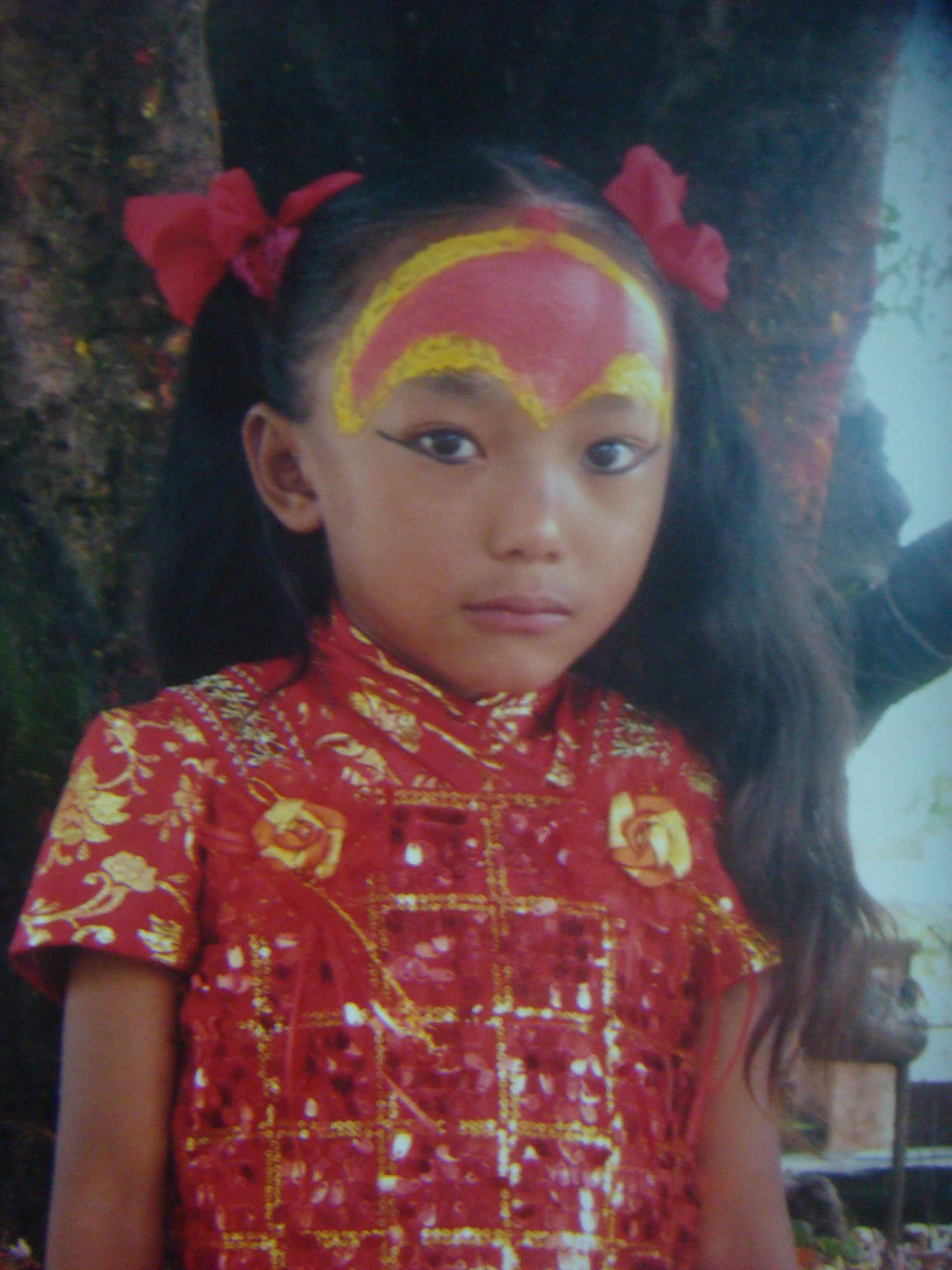
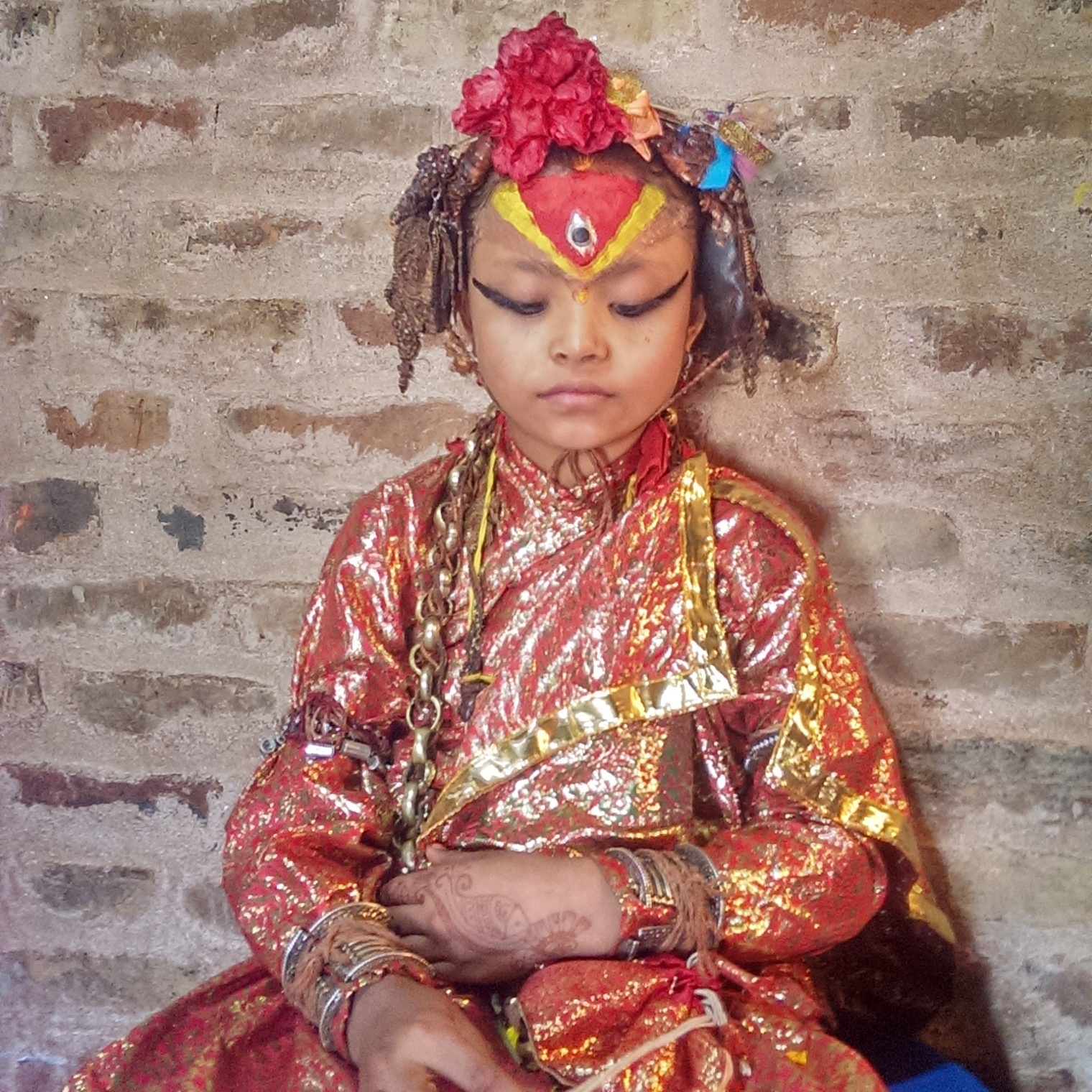
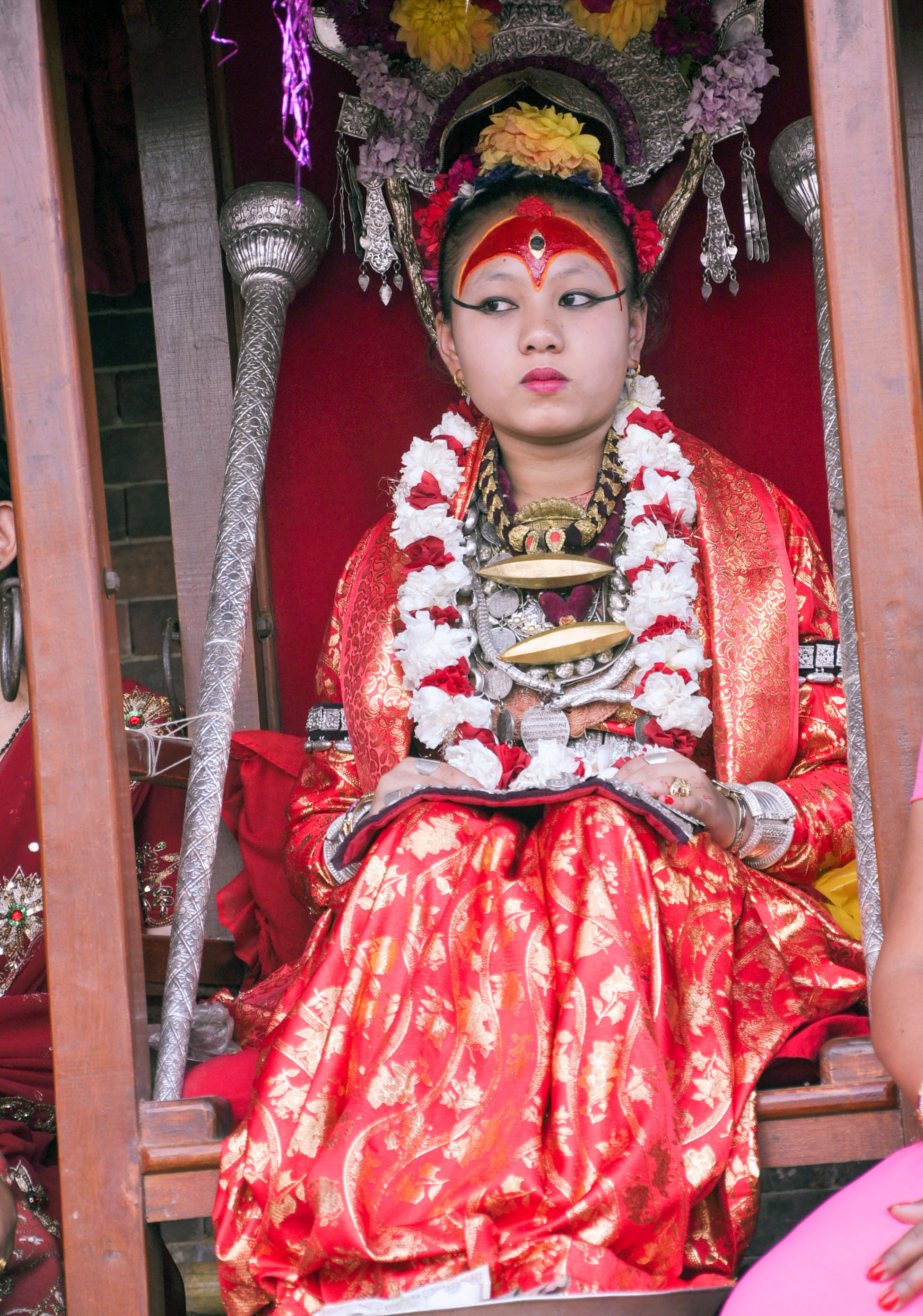

## 関連作品

### 書籍
- 『処女神　少女が神になるとき』植島啓司作、集英社、2014年
- 『神の乙女クマリ』ビジャイ・マッラ作、寺田 鎮子訳、新宿書房、1994年
- 漫画『花鬼』（はなおに）逢魔麗原作、高生浩子画、秋田書店 － カーリーの生まれ変わりで、退任後も力を持ちるづける元クマリの美少女モデル、カマーキャ花奈子が主人公。
- 漫画『最終戦争シリーズ』 山田ミネコ
- 小説『MOTHER2』久美沙織、新潮文庫 － 作中に登場するランマ王国（主人公一行の一人・プーの祖国）はネパール近辺がモデルで、プーがクマリの風習を語る場面がある。プーは特別な時だけ選ばれる「男児のクマリ」であり、一行の使命を知った時に「俺はランマのクマリでネス（主人公）は地球のクマリ」と発言。

### 映像
- 『神々の詩』"「神とよばれた少女」人間と神の間"（TBS）1999年1月31日
- 『アジア人間街道』"神様だった女（ひと）ーネパール・カトマンズー"（NHK総合）2002年
- 『アジア古都物語』"第4集　女神と生きる天空の都"（NHK総合）2002年4月21日

### 絵画
- 日本画作品『クマリ─The Living Goddess─（F50号）』は、日本画家・後藤仁の代表作のひとつである[6]。